# Tbilisica denticulata
Tbilisica denticulata är en insektsart som beskrevs av Dlabola 1958. Tbilisica denticulata ingår i släktet Tbilisica och familjen dvärgstritar. Inga underarter finns listade i Catalogue of Life.